# Top Chess Engine Championship
Top Chess Engine Championship (Чемпионат ведущих шахматных движков, ранее известный как Thoresen Chess Engines Competition (TCEC или nTCEC) — турнир по компьютерным шахматам, который проводится с 2010 года. Он организовывался и управлялся Мартином Торесеном до конца 6 сезона; с 7-го сезона он был организован Chessdom. Его часто называют неофициальным чемпионатом мира по компьютерным шахматам из-за его сильного состава участников и длительных контрольных матчей на высококлассном оборудовании, что приводит к шахматам очень высокого класса.
После небольшого перерыва в 2012 году TCEC был перезапущен в начале 2013 года (как nTCEC) и в настоящее время активен (переименован в TCEC в начале 2014 года) с круглосуточной прямой трансляцией шахматных матчей на своем сайте.
Начиная с 5 сезона TCEC спонсируется Chessdom Arena. Текущий чемпион TCEC — Stockfish 14_202107131735, который победил Leela Chess Zero 0.28-dev+_69626 со счетом 56-44 в матче Суперфинала TCEC Season 21, который состоялся в мае-августе 2021.

## Обзор

### Основная структура конкурса
Соревнование TCEC разделено на сезоны, где каждый сезон происходит в течение нескольких месяцев, где матчи проводятся круглосуточно и транслируются в прямом эфире через Интернет. Каждый сезон разделен на несколько отборочных этапов и один «суперфинал», где два лучших шахматных движка играют 100 игр за титул «Гранд Чемпион TCEC». В суперфинале каждый движок разыгрывает 50 дебютов, по одному каждым цветом. Начиная с 11 сезона в 2018 году была введена система деления; 2 верхних движка в каждом дивизионе продвигаются, а 2 нижних понижаются. В настоящее время есть 5 дивизионов (Высшее и 1-4); новички обычно начинают с 4-го дивизиона.
Все движки работают на одинаковом оборудовании и используют одну и ту же дебютную книгу, которая устанавливается организаторами и изменяется на каждом этапе. В 13 сезоне стали использовалось 2 сервера ввиду входа движков на базе глубоких нейронных сетей, но после Cуперфинала 21 сезона организаторы вернулись к одному серверу. Страничная память включена, также разрешён доступ к 6-фигурным таблицам эндшпиля Syzygy для тех движков, которые это поддерживают. Допускаются обновления между этапами; если есть критическая ошибка, допускается не затрагивающее функционала исправление при условии продвижения движка на следующий этап. TCEC генерирует свой собственный список рейтинга Эло из матчей, сыгранных во время турнира. Первоначальный рейтинг присваивается любому новому участнику на основании его рейтинга в других рейтинговых списках шахматного движка.

### Критерии для участия в конкурсе
Нет определённого критерия для участия в конкурсе, кроме приглашения лучших участников из различных рейтинговых списков. Изначально список участников лично выбирал Торесен перед началом сезона. Его заявленная цель состояла в том, чтобы включить «все основные движки, которые не являются прямыми клонами». Однако разработчики Shredder отказались участвовать в конкурсе. Обычно шахматные движки, которые поддерживают многопроцессорный режим (8 ядер или выше), а также процессорные инструкции POPCNT и AVX2, являются предпочтительными. Поддерживаются движки Winboard и UCI.

## Социальные сети TCEC
У TCEC есть собственный Discord-канал и вики-сайт Архивная копия от 13 февраля 2022 на Wayback Machine (на английском).

## Результаты турнира (TCEC)

### Основные сезоны
| Сезон           | Период проведения           | 1-е место                            | 2-е место                                          | Счет суперфинала          |
| --------------- | --------------------------- | ------------------------------------ | -------------------------------------------------- | ------------------------- |
| TCEC Сезон 1    | Декабрь 2010 — Февраль 2011 | Houdini 1.5a                         | Rybka 4.0                                          | +12 =23 −5                |
| TCEC Сезон 2    | Февраль — Апрель 2011       | Houdini 1.5a                         | Rybka 4.1                                          | +9 =26 −5                 |
| TCEC Сезон 3    | Апрель — Май 2011           | N / A (сезон не завершен)            | N / A (сезон не завершен)                          | N / A (сезон не завершен) |
| TCEC Сезон 4 1  | Январь — Май 2013           | Houdini 3                            | Stockfish 2.3.1 250413                             | +6 =38 −4                 |
| TCEC Сезон 5 2  | Август — Декабрь 2013       | Komodo 1142                          | Stockfish 4 191113                                 | +10 =30 −8                |
| TCEC Сезон 6    | Февраль — Май 2014          | Stockfish 5 170514                   | Komodo 7x                                          | +13 =45 −6                |
| TCEC Сезон 7 3  | Сентябрь — Декабрь 2014     | Komodo 1333                          | Stockfish 5 141214                                 | +7 =53 −4                 |
| TCEC Сезон 8    | Август — Ноябрь 2015        | Komodo 9.3х                          | Stockfish 6 021115                                 | +9 =89 −2                 |
| TCEC Сезон 9    | Май — Декабрь 2016          | Stockfish 8                          | Houdini 5                                          | +17 =75 −8                |
| TCEC Сезон 10   | Октябрь — Декабрь 2017      | Houdini 6.03                         | Komodo 1970.00                                     | +15 =76 −9                |
| TCEC Сезон 11 4 | Январь — Апрель 2018        | Stockfish 9 260318                   | Houdini 6.03                                       | +20 =78 −2                |
| TCEC Сезон 12 4 | Апрель — Июль 2018          | Stockfish 9 180614                   | Komodo 12.1.1                                      | +29 =62 −9                |
| TCEC Сезон 13 4 | Август — Ноябрь 2018        | Stockfish 9 18102108                 | Komodo 2155.00                                     | +16 =78 −6                |
| TCEC Сезон 14 4 | Ноябрь 2018 — Февраль 2019  | Stockfish 10 190203                  | Leela Chess Zero v20.2-32930                       | +10 =81 −9                |
| TCEC Сезон 15 4 | Март 2019 — Май 2019        | Leela Chess Zero v0.21.1-nT40.T8.610 | Stockfish 10 19050918                              | +14 =79 −7                |
| TCEC Сезон 16   | Июль 2019 — Октябрь 2019    | Stockfish 10 19092522                | AllieStein v0.5-dev_7b41f8c-n11                    | +14 =81 −5                |
| TCEC Сезон 17   | Январь 2020 — Март 2020     | Leela Chess Zero v0.24-sv-t60-3010   | Stockfish 11 20200407DC                            | +17 =71 −12               |
| TCEC Сезон 18   | Апрель 2020 — Июль 2020     | Stockfish 11 202006170741            | Leela Chess Zero v0.25.1-svjio-t60-3972-mlh        | +23 =61 −16               |
| TCEC Сезон 19   | Август 2020 — Октябрь 2020  | Stockfish 12 202009282242            | Leela Chess Zero v0.26.3-rc1_T60.SV.JH.92-190      | +18 =73 −9                |
| TCEC Сезон 20   | Декабрь 2020 — Февраль 2021 | Stockfish 20210113                   | Leela Chess Zero 0.27.0d-Tilps-dje-magic_JH.94-100 | + 14 =78 -8               |
| TCEC Сезон 21   | Май 2021 — Август 2021      | Stockfish 14 202107131735            | Leela Chess Zero 0.28-dev+_69626                   | + 19 =74 -7               |

### Другие турниры TCEC
| Сезон               | Период проведения   | 1-е место                            | 2-е место                                     |
| ------------------- | ------------------- | ------------------------------------ | --------------------------------------------- |
| TCEC Сезон 6 FRC5   | Июнь — Июль 2014    | Stockfish 5 260614                   | Houdini 4                                     |
| TCEC Сезон 9 Рапид6 | Сентябрь 2016       | Houdini 200716                       | Komodo 1692.19                                |
| TCEC Сезон 10 Рапид | Декабрь 2017        | Stockfish 8 051117                   | Houdini 6.03                                  |
| TCEC Сезон 10 Блиц  | Декабрь 2017        | Komodo 1959.00                       | Stockfish 8 051117                            |
| TCEC Кубок 17       | Октябрь 2018        | Stockfish 9 270918                   | Houdini 6.03                                  |
| TCEC Кубок 27       | Январь 2019         | Leela Chees Zero v0.20.1-32742       | Houdini 6.03                                  |
| TCEC Кубок 37       | Май 2019            | Leela Chees Zero v0.21.1-nT40.T6.532 | Stockfish 10 19042711                         |
| TCEC Кубок 47       | Октябрь 2019        | Stockfish 10 19100908                | Leela Chess Zero v0.22.0-nT2                  |
| TCEC Кубок 57       | Апрель 2020         | Stockfish 11 202004181536            | Leela Chess Zero v0.24-sv-t60-3010            |
| TCEC Кубок 6        | Июнь 2020           | AllieStein v0.7_dev2-net_15.0        | Leela Chess Zero v0.26.0_sv-t60-4229-mlh_opt2 |
| TCEC Кубок 7        | Ноябрь 2020         | Stockfish 12 2020102823              | Leela Chess Zero v0.26.3_T60.SV.JH.92-270     |
| TCEC Кубок 8        | Февраль — Март 2021 | Stockfish 13 202102202249            | Leela Chess Zero v0.27.0-pr1509_JH.94-100     |
| TCEC Кубок 9        | Октябрь 2021        | Stockfish dev15_20211015             | Leela Chess Zero v0.28-dev+_609958            |

1 Первоначальное название «nTCEC Сезон 1».
2 Первоначальное название «nTCEC Сезон 2».
3 В 7-м сезоне вообще не использовались таблицы эндшпилей, а во втором этапе не были использованы книги для открытия партий.
4 Формат лиги.
5 Специальный турнир по шахматам Фишера с двойной круговой системой, состоящий из 8-и лучших движков имеющих поддержку шахмат-960.
6 Двойной круговой турнир.
7 Турнир на выбывание, с 8-ю Рапид и тай-брейк играми при необходимости.